# کورنیلو اوتیانوویچ
کورنیلو اوتیانوویچ (انگلیسی: Kornylo Ustiyanovych; ۲۲ سپتامبر ۱۸۳۹ – ۲۲ ژوئیهٔ ۱۹۰۳) نقاش، و شاعر اهل اتریش-مجارستان بود.